# Маркус Енінґ
Маркус Енінґ (нім. Marcus Ehning, 19 квітня 1974) — німецький вершник.
Учасник Олімпійських Ігор 2000, 2012 років.